# Cognet
Cognet ist eine französische Gemeinde mit 36 Einwohnern (Stand: 1. Januar 2022) im Département Isère in der Region Auvergne-Rhône-Alpes (vor 2016 Rhône-Alpes). Sie gehört zum Arrondissement Grenoble und zum Kanton Matheysine-Trièves. Die Einwohner werden Muxiens genannt.

## Geographie
Die Gemeinde Cognet liegt etwa 24 Kilometer südsüdöstlich von Grenoble am Drac, der die Gemeinde im Süden begrenzt. Hier mündet auch sein Zufluss Jonche ein. Umgeben wird Cognet von den Nachbargemeinden La Mure im Norden, Ponsonnas im Osten, Saint-Jean-d’Hérans im Süden, Saint-Arey im Westen sowie Prunières im Westen und Nordwesten.

## Bevölkerungsentwicklung
| Jahr                       | 1962 | 1968 | 1975 | 1982 | 1990 | 1999 | 2011 | 2021 |
| -------------------------- | ---- | ---- | ---- | ---- | ---- | ---- | ---- | ---- |
| Einwohner                  | 61   | 47   | 28   | 30   | 40   | 36   | 51   | 37   |
| Quellen: Cassini und INSEE |      |      |      |      |      |      |      |      |

## Sehenswürdigkeiten
- Kirche Saint-Laurent von 1689, seit 1934 verfallen
- Schloss Cognet aus dem 14. Jahrhundert

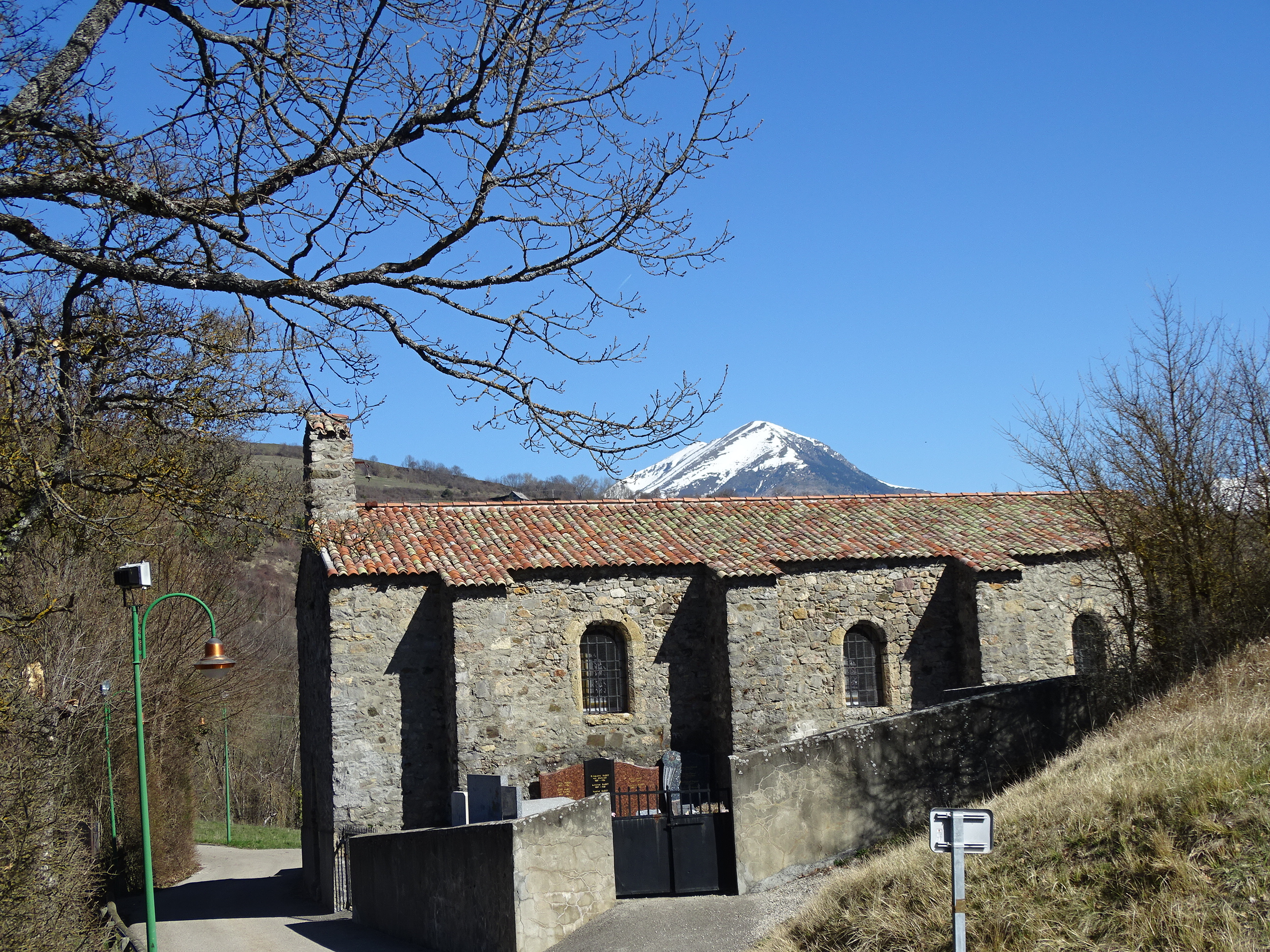
Kirche Saint-Laurent

- Brücke über den Drac von 1605